# Quaranta martiri di Sebaste
I Quaranta martiri di Sebaste o Santi Quaranta (in greco Katharevousa: Ἃγιοι Τεσσεράκοντα, demotico Άγιοι Σαράντα) sono dei santi cristiani.

## Agiografia
Secondo le tradizioni agiografiche, erano un gruppo di soldati romani appartenenti alla Legio XII Fulminata, martirizzati per la loro fede cristiana nel 320. I Quaranta subirono il martirio presso Sebaste, nell'Armenia Minore, vittime delle persecuzioni di Licinio, scatenate a partire dall'anno 316.
Il più recente resoconto di questo martirio è fornito da Basilio Magno, vescovo di Cesarea (370–379) in un'omelia recitata durante la ricorrenza dei Quaranta Martiri. La loro ricorrenza è dunque più antica dell'episcopato di Basilio, il cui elogio sui santi risalirebbe a circa quaranta o sessant'anni dopo la loro morte.

## Resoconto del martirio

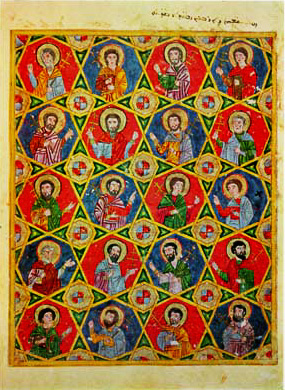
Una miniatura dall'evangeliario siriaco, creato nel 1220 ca., presso Mosul che mostra una visibile influenza mongolo-musulmana.

Secondo Basilio, i quaranta soldati, seppure non aventi lo stesso legame di sangue, ma comunque accomunati dalla loro appartenenza alla XII Legione Fulminata, di stanza a Melitene, furono arrestati per la loro fede cristiana. Nonostante l'invito all'abiura, i soldati sostennero la loro fede; furono quindi condannati dal prefetto a essere esposti nudi su uno stagno ghiacciato nelle vicinanze di Sebaste, durante una notte invernale. L'unico dei confessori a non reggere fu Melezio, il quale, dopo aver abbandonato i suoi compagni, trovò rifugio nei bagni caldi, ma a causa dello sbalzo di temperatura morì sul colpo.
Questi i loro nomi:
1. Acacio
2. Aezio
3. Aggia
4. Alessandro
5. Atanasio
6. Candido
7. Cirillo
8. Cirione
9. Claudio
10. Cudione
11. Domiziano
12. Domno
13. Ecdicio
14. Eliano
15. Eraclio
16. Esichio
17. Eunoico
18. Eutichio
19. Eutico o Aglaio
20. Filottemone
21. Flavio
22. Gaio
23. Giovanni
24. Gorgonio
25. Ile
26. Leonzio detto Teoctisto
27. Lisimaco
28. Melitone
29. Nicallo
30. Prisco
31. Sacerdote
32. Severiano
33. Sisinnio
34. Smaragdo
35. Teodulo
36. Teofilo
37. Xantio
38. Valente
39. Valerio
40. Vicrazio detto Vibiano

## Fonti
- Basilio Magno, vescovo di Cesarea (370-379): Omelia 19 in Patrologia Graeca XXXI, 507 ff. (discorso che ha pronunciato nel 372, quindi a soli 50 anni dal martirio).
- Efrem il Siro (306-373): Hymni in SS. 40 martyres.
- Gregorio di Nissa (335-395): Patrologia graeca XLVI, 749 ff., 773 ff.
- Gaudenzio di Brescia, vescovo († 410): Patrologia Latina XX, 959 ff.
- Sozomeno († 450): Historia Ecclesiastica, 9, 2.